# (352214) 2007 TY4
(352214) 2007 TY4 este un asteroid din centura principală, descoperit pe 2 octombrie 2007 de Charleston.